# L'edera (film 1950)
L'edera è un film del 1950 diretto da Augusto Genina, tratto dal romanzo omonimo della scrittrice sarda Grazia Deledda.
In Italia è conosciuto anche col titolo Delitto per amore.

## Trama
La protagonista, Annesa, è una trovatella adottata da una famiglia aristocratica in declino. Annesa si prodiga nella sua devozione per la famiglia, i Decherchi, che si trovano all'orlo del collasso finanziario. Le sorti della famiglia dipendono dal successo degli sforzi dei suoi componenti e dalla speranza di ereditare il patrimonio di un lontano zio che, ormai in fin di vita, viene ospitato e curato dai Decherchi. Annesa, esasperata dal rifiuto dello zio di aiutare economicamente il nipote don Paulu, di cui lei è segretamente l'amante, lo uccide. Nonostante i sospetti e le indagini dei carabinieri, l'omicidio non viene scoperto, ma Annesa, sopraffatta dal rimorso, confessa tutto a un sacerdote e va via dalla famiglia che la ospitava.

## Produzione
Il film è ascrivibile al filone dei melodrammi sentimentali, comunemente detto strappalacrime, molto in voga in quel periodo tra il pubblico italiano in seguito ribattezzato dalla critica con il termine neorealismo d'appendice.
La trama del film corrisponde a grandi linee a quella del romanzo, differendone solo per i toni più sfumati che caratterizzano il finale, alla sceneggiatura ha collaborato anche Vitaliano Brancati.

## Distribuzione
In Italia venne distribuito nelle sale cinematografiche dalla E.N.I.C. il 29 novembre del 1950.
Fu poi distribuito anche negli Stati Uniti dalla I.F.E. Releasing Corporation il 30 gennaio del 1953 con il titolo Devotion.
Uscì inoltre anche nel Regno Unito (1952), in Svizzera (maggio 1952), in Portogallo (2 giugno 1953), in Brasile ed in Grecia.